# Strub

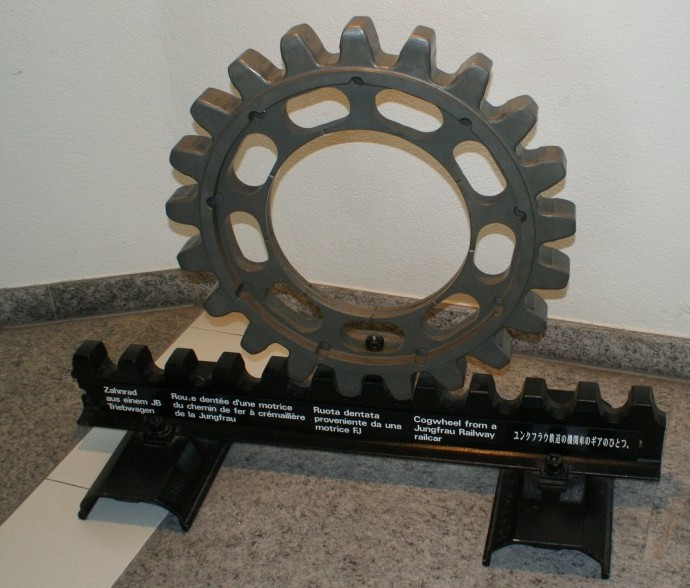
System Strub in het bergstation Jungfraujoch van de Jungfraubahn

Strub is een tandradsysteem ontwikkeld door de Zwitserse ingenieur en constructeur Emil Victor Strub (1858-1909).
Dit systeem werd voor het eerst toegepast bij de in 1898 in gebruik genomen Jungfraubahn (Kleine Scheidegg - Jungfraujoch), een Zwitserse tandradspoorweg. De uitvinding van de Strub, een conisch gewalste rail met uitgefreesde evolventvertanding, combineerde de voordelen van de systemen Riggenbach (een robuuste en hoog belastbare constructie) en Abt (rustige loop van de treinen) en voegde daar extra veiligheid aan toe, namelijk de mogelijkheid rem- en veiligheidsklauwen of een combinatie daarvan toe te passen. Dergelijke systemen zijn echter niet bijster succesvol gebleken.
Grote voordelen van het systeem Strub zijn de robuustheid, flexibiliteit (de profielen zijn te buigen) en ongevoeligheid voor weersinvloeden (ijsvorming door aangekoekte sneeuw). Daaruit resulteren lage aanleg- en onderhoudskosten. Omdat tijdens de Tweede Wereldoorlog voor de productie vitale machines en gereedschappen zijn vernietigd, is het tegenwoordig niet meer mogelijk nieuwe profielen te bestellen. Versleten delen worden nu vervangen door modernere Von Roll-tandstangen.